# Glenn Silber

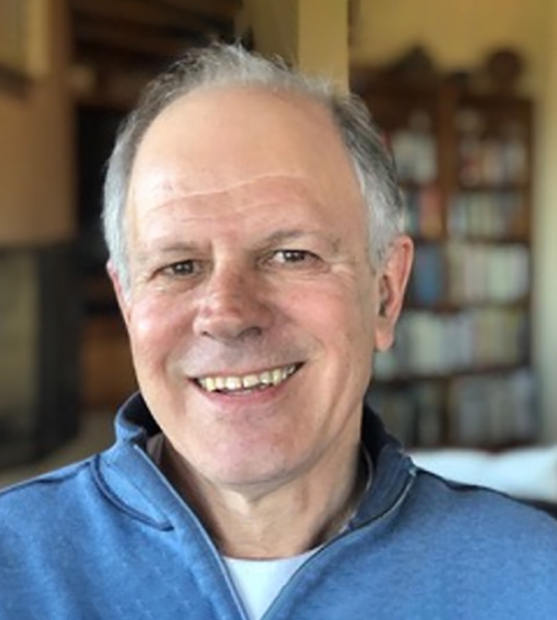
Glenn Silber

Glenn S. Silber (* 27. Juni 1950 in Newark, New Jersey) ist ein US-amerikanischer Dokumentarfilmer.

## Leben
Glenn Silber studierte an der University of Wisconsin–Madison, wo er 1972 den Bachelor of Science erlangte. Außerdem besuchte er das Center for Advanced Film Studies des American Film Institute und schloss 1984 mit Zertifikat ab. 1986 erhielt er ein Guggenheim-Stipendium im Bereich Film.
Seit 1975 ist Silber als unabhängiger Filmemacher tätig. Ab 1978 arbeitete er für WHA-TV in Madison, Wisconsin, und ab 1984 für KCET-TV in Los Angeles, beide PBS-Stationen. In Los Angeles gründete er das Produktionsunternehmen Catalyst Media Productions. Rund zehn Jahre lang wirkte er als Produzent und Regisseur von abendfüllenden Independent-Dokumentarfilmen für PBS. Einer seiner ersten Filme war eine Dokumentation über den Politiker Joseph McCarthy (An American Ism: Joe McCarthy), die am 24. April 1978 zum ersten Mal von PBS ausgestrahlt und im darauffolgenden Jahr mit dem Columbia duPont Award for Excellence in Broadcast Journalism ausgezeichnet wurde.
Zusammen mit Barry Alexander Brown realisierte Silber den Dokumentarfilm The War at Home (1979), der anhand von Interviews den Widerstand in Madison gegen den Vietnamkrieg in den 1960er und 1970er Jahren zeigt. Hierfür erhielten beide bei der Oscarverleihung 1980 eine Nominierung in der Kategorie „Bester Dokumentarfilm“. Der Film gewann zudem einen Bronze Hugo auf dem Chicago International Film Festival 1979, einen Blue Ribbon beim American Film Festival 1980 und einen Special Jury Prize beim U.S. Film Festival 1981. Auch Silbers Dokumentation El Salvador: Another Vietnam über die Hintergründe des Bürgerkriegs in El Salvador, welche er zusammen mit Teté Vasconcellos drehte, war erfolgreich. Sie lief 1981 auf PBS und als überarbeitete Version auf dem New York Film Festival. Die Dokumentation brachte beiden Regisseuren eine Nominierung bei der Oscarverleihung 1982 ein. Auf dem Chicago International Film Festival 1981 wurde sie mit einem Gold Hugo und auf dem Zinebi mit dem Grand Prize ausgezeichnet. Mit Claudia Vianello drehte Silber Troupers – Wanderschauspieler, eine Dokumentation über die Straßentheatertruppe San Francisco Mime Troupe. Der Film feierte am 3. Oktober 1985 auf dem San Francisco International Film Festival Premiere. In Europa wurde er erstmals im Rahmen der Panorama-Sektion der Berlinale 1986 gezeigt. Troupers – Wanderschauspieler gewann einen Bronze Hugo auf dem Chicago International Film Festival.
Später arbeitete Silber als Produzent und Regisseur für Nachrichtenmagazine wie Nightline, 60 Minutes, West 57th und 20/20 von CBS News und ABC News  sowie Frontline von PBS. Seine Beiträge für CBS behandeln vor allem soziale Fragen, so zeigt seine West 57th-Dokumentation Homeless in America: Suffer the Children das Leiden obdachloser Kinder. Sie wurde 1989 mit einem nationalen Emmy ausgezeichnet. Zu seinen Beiträgen für 20/20 von ABC News gehören unter anderem ein Bericht über terroristische Bewegungen in New Jersey im Vorfeld der Terroranschläge am 11. September 2001 und ein Primetime-Interview mit einem Wärter des Abu-Ghuraib-Gefängnisses. Für 20/20 koproduzierte Silber auch einen Dokumentarfilm über die Tötung von Matthew Shepard (The Matthew Shepard Story: Secrets of a Murder), für den er 2006 zusammen mit Richard Gerdau und Stephen Jimenez einen Writers Guild of America Award in der Kategorie „News Script – Analysis, Feature, or Commentary“ erhielt.
Silber lebt in Santa Fe, New Mexico.

## Filmografie (Auswahl)
- 1978: An American Ism: Joe McCarthy
- 1979: The War at Home
- 1981: El Salvador: Another Vietnam
- 1982: From the Ashes: Nicaragua Today
- 1983: Atomic Artist (Kurzfilm)
- 1985: Troupers – Wanderschauspieler
- 1991: The Great American Bailout (Fernsehfilm in der Reihe Frontline)
- 1999: The Century: America's Time (Miniserie)
- 2002: The Hunt for Osama bin Laden (Fernsehfilm)
- 2007: The Matthew Shepard Story: Secrets of a Murder (Fernsehfilm in der Reihe 20/20)
- 2009: Labor Day
- 2011: U.S. v. Drake (Fernsehfilm in der Reihe 60 Minutes)
- 2013: Rangers Lead the Way (Fernsehfilm)
- 2014: River's Journey (Kurzfilm)